# Servigney
|  | Per a altres significats, vegeu «Montagney-Servigney». |

Servigney és un municipi francès al departament de l'Alt Saona (regió de Borgonya - Franc Comtat). L'any 2007 tenia 98 habitants.

## Demografia

### Població
El 2007 la població de fet de Servigney era de 98 persones. Hi havia 42 famílies, de les quals 8 eren unipersonals (8 dones vivint soles i 8 dones vivint soles), 15 parelles sense fills, 15 parelles amb fills i 4 famílies monoparentals amb fills.
La població ha evolucionat segons el següent gràfic:

### Habitatges
El 2007 hi havia 53 habitatges, 40 eren l'habitatge principal de la família, 4 eren segones residències i 9 estaven desocupats. 51 eren cases i 2 eren apartaments. Dels 40 habitatges principals, 38 estaven ocupats pels seus propietaris, 2 estaven llogats i ocupats pels llogaters i 1 estava cedit a títol gratuït; 1 tenia una cambra, 4 en tenien tres, 8 en tenien quatre i 27 en tenien cinc o més. 36 habitatges disposaven pel capbaix d'una plaça de pàrquing. A 11 habitatges hi havia un automòbil i a 24 n'hi havia dos o més.

### Piràmide de població
La piràmide de població per edats i sexe el 2009 era:
| Homes | Edats   | Dones |
| ----- | ------- | ----- |
| 0     | 95 o +  | 0     |
| 0     | 90 a 94 | 0     |
| 0     | 85 a 89 | 4     |
| 0     | 80 a 84 | 0     |
| 0     | 75 a 79 | 0     |
| 4     | 70 a 74 | 8     |
| 0     | 65 a 69 | 4     |
| 4     | 60 a 64 | 0     |
| 0     | 55 a 59 | 4     |
| 4     | 50 a 54 | 0     |
| 4     | 45 a 49 | 4     |
| 8     | 40 a 44 | 4     |
| 0     | 35 a 39 | 4     |
| 0     | 30 a 34 | 4     |
| 0     | 25 a 29 | 0     |
| 4     | 20 a 24 | 0     |
| 8     | 15 a 19 | 0     |
| 8     | 10 a 14 | 0     |
| 0     | 5 a 9   | 0     |
| 0     | 0 a 4   | 0     |

## Economia
El 2007 la població en edat de treballar era de 69 persones, 53 eren actives i 16 eren inactives. De les 53 persones actives 50 estaven ocupades (27 homes i 23 dones) i 4 estaven aturades (1 home i 3 dones). De les 16 persones inactives 6 estaven jubilades, 2 estaven estudiant i 8 estaven classificades com a «altres inactius».
Activitats econòmiques
Dels 2 establiments que hi havia el 2007, 1 era d'una empresa de construcció i 1 d'una empresa de serveis.
L'únic servei als particulars que hi havia el 2009 era una lampisteria.
L'any 2000 a Servigney hi havia 3 explotacions agrícoles que ocupaven un total de 246 hectàrees.

## Poblacions properes
El següent diagrama mostra les poblacions més properes.